# Stella al valore dello Stato di Kedah
La Stella al valore dello Stato di Kedah è un premio statale del sultanato di Kedah.

## Storia
La medaglia è stata istituita il 30 ottobre 1952 per premiare gli atti di supremo valore in condizioni di pericolo estremo attuati da militari o civili in tempo di guerra o di pace. La decorazione può essere conferita postuma e dà diritto all'uso del post nominale BKK.

## Insegne
- L'insegna è una stella a sei punte.
- Il nastro è blu con bordi rossi.